# فالرونه
فالرونه (به ایتالیایی: Falerone) یک کومونه در ایتالیا است که در استان فرمو واقع شده‌است.

## خصوصیات
فالرونه ۲۴٫۵۳ کیلومترمربع مساحت و ۳٬۱۷۸ نفر جمعیت دارد و ۴۳۲ متر بالاتر از سطح دریا واقع شده‌است.

## خواهرخوانده
شهرهای Cormeilles و Montappone خواهرخوانده‌های فالرونه هستند.